# Shorea faguetiana
Shorea faguetiana — вид дерев родини діптерокарпових (Dipterocarpaceae).

## Поширення
Вид поширений в Південно-Східній Азії. Трапляється на півдні Таїланду, в Малайзії та Індонезії (Суматра, Калімантан).

## Опис
Високе вічнозелене дерево заввишки 50-60 метрів. Діаметр стовбура може бути більше 3 метрів. Кора сірувато-коричнева. З боків стовбура може відростати повітряне коріння, висота якого сягає до декількох метрів.

## Рекорд
У 2019 році у заповіднику Долина Данум у малазійській частині Калімантану виявлено дерево заввишки 100,8 м. Його назвали Менара (з малазійської мови «вежа»). Його оголошено найвищим покритонасінним деревом у світі та найвищим тропічним деревом.